# KNVB beker 1981-1982
La Coppa d'Olanda 1980-81 fu la 63ª edizione della competizione.

## Primo turno
5 e 6 settembre 1981.
| Squadra 1      | Risultato   | Squadra 2       |
| -------------- | ----------- | --------------- |
| Amersfoort     | 1 - 0 (dts) | Wageningen      |
| SVV            | 3 - 4       | Cambuur         |
| Telstar        | 6 - 2       | RKC Waalwijk    |
| De Treffers    | 1 - 5       | Den Bosch       |
| GVV Unitas     | 0 - 3       | DS '79          |
| Veendam        | 2 - 0       | Noordwijk       |
| Vitesse        | 2 - 0       | Helmond Sport   |
| VV Appingedam  | 1 - 6       | Excelsior       |
| DHC Delft      | 2 - 0       | Fortuna Sittard |
| Eindhoven      | 0 - 1       | Volendam        |
| FC Amsterdam   | 6 - 3 (dts) | DOS Kampen      |
| VVV-Venlo      | 1 - 0       | Caesar          |
| Heerenveen     | 3 - 2       | ACV             |
| RBC Roosendaal | 1 - 3       | Heracles Almelo |

## Secondo turno
31 ottobre e 1º novembre 1980
| Squadra 1        | Risultato   | Squadra 2       |
| ---------------- | ----------- | --------------- |
| Heracles Almelo  | 4 - 1       | Heerenveen      |
| MVV              | 10 - 3      | Amersfoort      |
| N.E.C.           | 4 - 3 (dts) | Go Ahead Eagles |
| PEC Zwolle       | 3 - 2       | Groningen       |
| PSV              | 6 - 0       | Telstar         |
| Sparta Rotterdam | 4 - 2       | Volendam        |
| Veendam          | 2 - 5       | AZ Alkmaar      |
| Vitesse          | 1 - 3       | Feyenoord       |
| Cambuur          | 0 - 2       | DS '79          |
| DHC Delft        | 2 - 3       | Ajax            |
| Excelsior        | 2 - 1       | Willem II       |
| FC Amsterdam     | 0 - 3       | Den Bosch       |
| Twente           | 5 - 1       | VVV-Venlo       |
| Utrecht          | 2 - 0       | Den Haag        |
| De Graafschap    | 0 - 2       | NAC Breda       |
| Haarlem          | 1 - 0       | Roda JC         |

## Ottavi
16 e 17 gennaio 1982.
| Squadra 1        | Risultato   | Squadra 2       |
| ---------------- | ----------- | --------------- |
| DS '79           | 1 - 0       | Ajax            |
| Den Bosch        | 3 - 4 (dts) | Heracles Almelo |
| Haarlem          | 1 - 0       | Excelsior       |
| N.E.C.           | 3 - 1       | MVV             |
| Sparta Rotterdam | 3 - 1 (dts) | NAC Breda       |
| AZ Alkmaar       | 2 - 0       | PSV             |
| Twente           | 1 - 2       | Utrecht         |
| PEC Zwolle       | 1 - 0       | Feyenoord       |

## Quarti
17 febbraio e 17 marzo 1982.
| Squadra 1       | Totale | Squadra 2        | Andata | Ritorno |
| --------------- | ------ | ---------------- | ------ | ------- |
| AZ Alkmaar      | 9 - 3  | PEC Zwolle       | 6 - 1  | 3 - 2   |
| DS '79          | 2 - 4  | Utrecht          | 1 - 1  | 1 - 3   |
| Heracles Almelo | 3 - 5  | Sparta Rotterdam | 3 - 1  | 0 - 4   |
| N.E.C.          | 0 - 4  | Haarlem          | 0 - 4  | 0 - 0   |

## Semifinali
31 marzo e 28 aprile 1982.
| Squadra 1        | Totale | Squadra 2  | Andata | Ritorno |
| ---------------- | ------ | ---------- | ------ | ------- |
| Haarlem          | 0 - 2  | Utrecht    | 0 - 0  | 0 - 2   |
| Sparta Rotterdam | 1 - 3  | AZ Alkmaar | 1 - 2  | 0 - 1   |

## Finale
12 e 18 maggio 1982.
| Squadra 1 | Totale | Squadra 2  | Andata | Ritorno |
| --------- | ------ | ---------- | ------ | ------- |
| Utrecht   | 2 - 5  | AZ Alkmaar | 1 - 0  | 1 - 5   |